# Prleška gibanica
Prleška gibanica je tradicionalna jed iz vlečenega testa ter nadeva iz skute in kisle smetane.
Prleška gibanica, imenovana tudi gübanca ali prepogjenca, je pogača, ki sodi med jedi tradicionalne prleške kuhinje, ki so jih v preteklosti imenovali pogače, predvsem v Prekmurju, Prlekiji, Halozah in Slovenskih goricah. Pripravljena je iz več plasti vlečenega testa in nadevom iz skute in kisle smetane ter prelita z mešanico kisle smetane, stepenim jajcem in stopljenim maslom. Gibanica se imenuje po besedi güba (guba), ki označuje posamezno plast vlečenega testa. V preteklosti so jo pripravljali ob večjih delih in praznikih ter praznovanjih, npr. ob kolinah, trgatvi, žetvi, košnji, za božič, veliko noč in na sedminah.